# Santa Margarida
Ne doit pas être confondu avec Santa Margarida (Sao Tomé-et-Principe).
Santa Margarida est une municipalité brésilienne de l'État du Minas Gerais et la microrégion de Manhuaçu.